# Böle
Böle è una località (tätort in svedese) del comune di Piteå (contea di Norrbotten, Svezia).
Nel 2005 la popolazione era di 418 abitanti.